# Petschaft (Jägersprache)

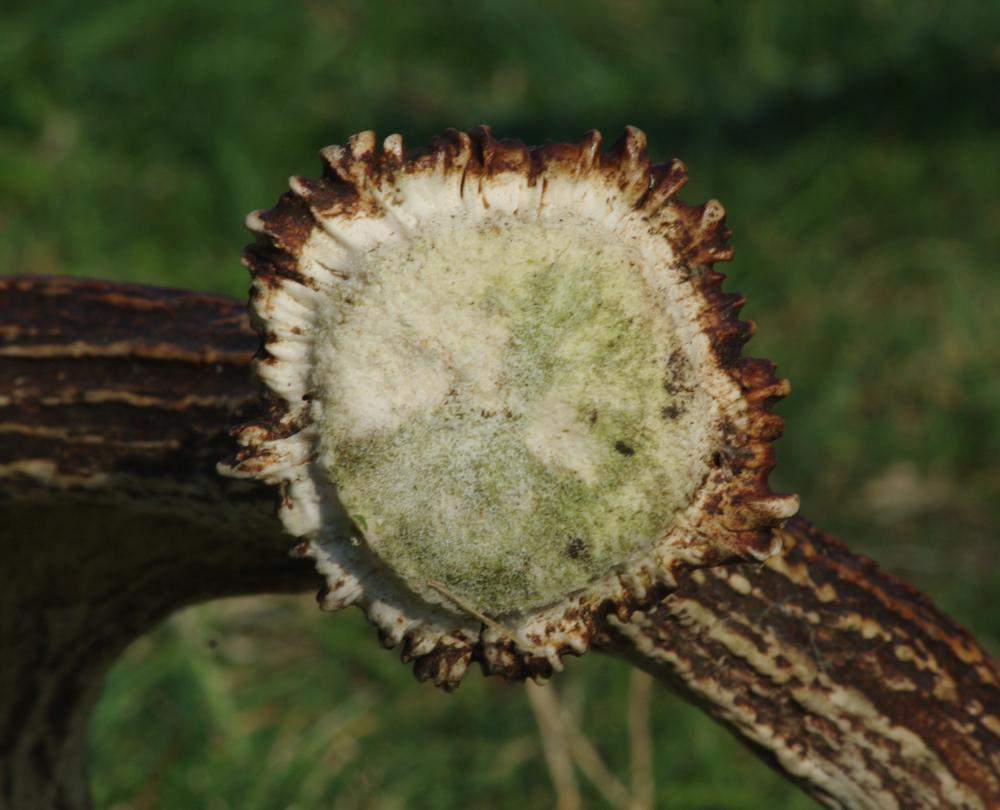
Petschaft am Elchgeweih

Petschaft oder Siegel nennt der Jäger in der Jägersprache die Bruchfläche an der Abwurfstange des jährlich abgeworfenen Geweihs von Schalenwild. Im Gegensatz zu einem abgesägten Geweih zeigt die Bruchoberfläche eines abgeworfenen Geweihs eine aufgewölbte, charakteristische Oberfläche. Das untere Ende eines Geweihs mit seiner Bruchfläche erinnert, auch wegen seiner einmaligen Oberflächenstruktur, an ein Petschaft, das zum Siegeln von Dokumenten dient.
Das Geweih von Schalenwild bildet sich regelmäßig neu auf den Rosenstöcken des Schädels. Im Herbst eines jeden Jahres entsteht zwischen Stirnzapfen und unterem Geweihteil auf den Rosen eine Bruchlinie, an der das Geweih im Februar, alt Hornung, des nächsten Jahres bricht und als Abwurfstange zu Boden fällt. 